# Pomniki przyrody w Milanówku

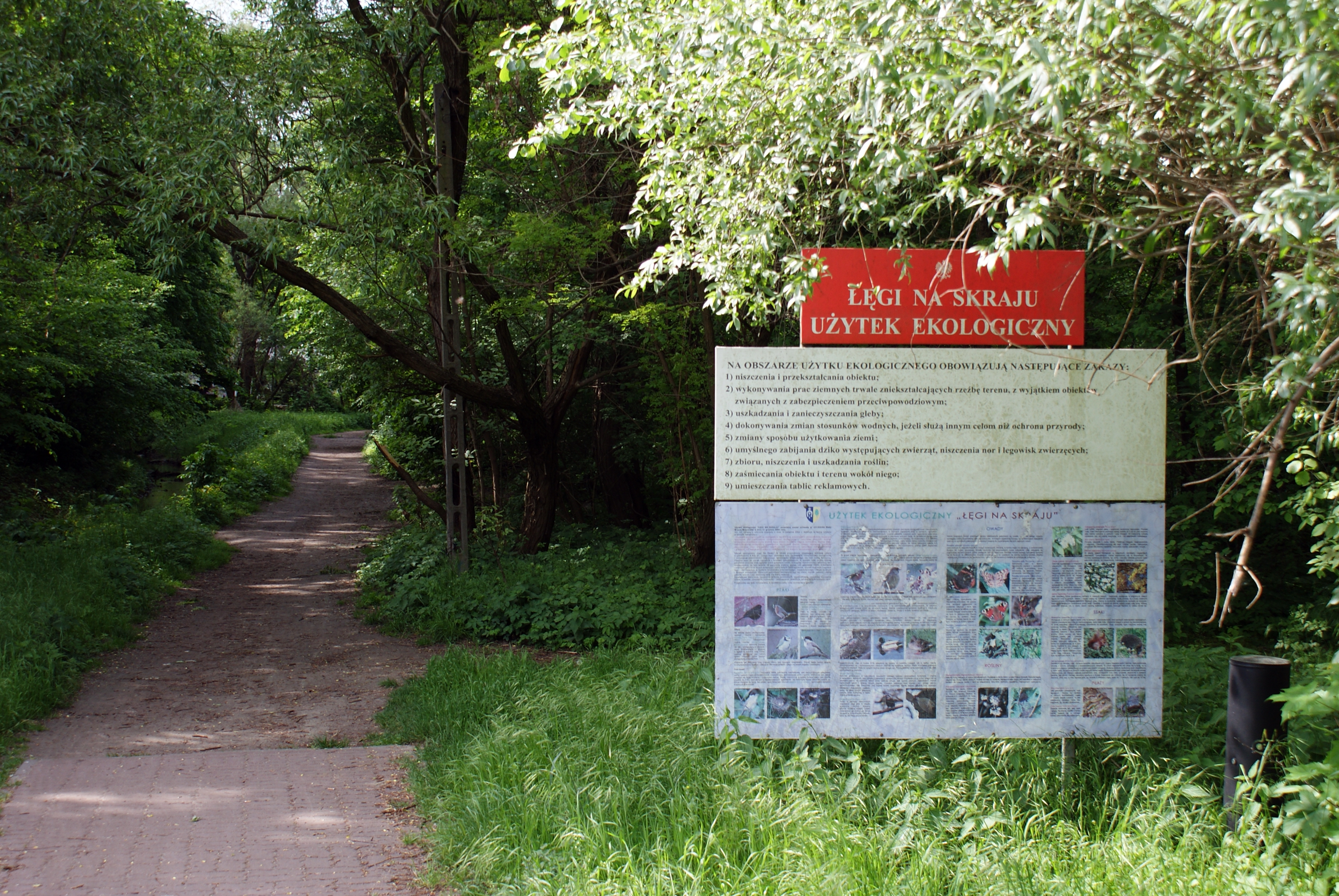
Użytek ekologiczny „Łęgi na Skraju”

W Milanówku występuje duże zbiorowisko pomników przyrody ożywionej oraz pomniki przyrody nieożywionej - 15 głazów narzutowych, głównie naniesionych przez ustępujący lodowiec. Znajduje się tu również użytek ekologiczny "Łęgi na Skraju" i zespół przyrodniczo-krajobrazowy Turczynek.
Drzewa pomnikowe w mieście-ogrodzie Milanówku mają szczególną wartość i stanowią o jego charakterze i atmosferze. W większości są to stare i monumentalne dęby stanowiące niegdyś Puszczę Jaktorowską. Pozostałe to drzewa alejowe wysadzane po założeniu miasta w początkach XX w.
Według ostatnich badań przeprowadzonych przez Centrum Dendrologiczne w Pawłowicach w mieście rosną 263 drzewa pomnikowe: 
- 135 dęby szypułkowe Quercus robur
- 9 dębów szypułkowych stożkowych Quercus robur Fastigiata
- 3 dęby czerwone Quercus rubra
- 38 lip drobnolistnych Tilia cordata
- 3 lipy szerokolistne Tilia plathyphyllos
- 33 klony Acer platanoides
- 15 kasztanowców Aesculus hippocastanum
- 2 sosny Pinus sylvestris
- 3 topole białe Populus alba
- 1 topola czarna Populus nigra Italica
- 2 wierzby białe Salix alba
- 1 wierzba żałobna Salix xsepulcralis
- 1 modrzew Larix decidua
- 1 topola włoska Populus nigra Italica
- 5 klon jawor Acer pseudoplatanus
- 2 grusze polne Pyrus pyraster
- 2 morwy białe Morus alba
- 1 Tulipanowiec amerykański Liliodendron tulipifera
- skupiska drzew tworzące aleje wzdłuż ulic: aleja dębów włoskich, aleja kasztanowa oraz aleja lipowa.

Wykaz pomników przyrody oraz innych form ochrony na terenie Milanówka:
| nr / data uznania | Lokalizacja                                            | ilość | Nazwa / gatunek / obwód pnia                                                |
| ----------------- | ------------------------------------------------------ | ----- | --------------------------------------------------------------------------- |
| 2006              | Amfiteatr róg Fiderkiewicza i Krótkiej                 | 13    | zespół głazów narzutowych (granitoidy) o obwodach od 2,4 m do 5 m           |
| 2005              | Brwinowska 1                                           | 5     | lipy drobnolistne                                                           |
| 448               | Brwinowska 1 (Turczynek)                               | 2     | dęby szypułkowe                                                             |
| 2005              | Brwinowska 2                                           | 1     | lipa drobnolistna                                                           |
| 2004              | Brwinowska przy nr 7                                   | 2     | lipy drobnolistne                                                           |
| 2004              | Brzozowa 1                                             | 1     | morwa                                                                       |
| 701               | Charci Skok 1                                          | 1     | dąb szypułkowy                                                              |
| 8/1996            | Charci Skok 2a                                         | 1     | dąb szypułkowy                                                              |
| 8/1996            | Charci Skok 3                                          | 1     | dąb szypułkowy                                                              |
| 8/1996            | Czubińska 19                                           | 1     | dąb szypułkowy                                                              |
| 8/1996            | Dębowa 49                                              | 1     | topola biała                                                                |
| 358               | Dębowa przy wiadukcie                                  | 1     | dąb szypułkowy                                                              |
| 376               | Długa 15                                               | 1     | dąb szypułkowy                                                              |
| 364               | Fiderkiewicza 12                                       | 1     | dąb szypułkowy 5-pniowy, obecnie 3-pniowy                                   |
| 8/1996            | Fiderkiewicza 43                                       | 1     | dąb szypułkowy                                                              |
| 8/1996            | Fiderkiewicza 43                                       | 1     | topola biała                                                                |
| 435               | Gospodarska przy ul. Leśny Ślad                        | 1     | topola biała                                                                |
| 2004              | Graniczna 3a                                           | 1     | klon jawor                                                                  |
| 705               | Graniczna 44                                           | 1     | dąb szypułkowy                                                              |
| 2004              | Grudowska w pobliżu nr 72                              | 1     | dąb szypułkowy                                                              |
| 2004              | Grudowska przy nr 76                                   | 1     | grusza polna                                                                |
| 2004              | Kazimierzowska 52                                      | 1     | lipa drobnolistna                                                           |
| 2004              | Kazimierzowska 52                                      | 1     | dąb szypułkowy                                                              |
| 2004              | Kościelna                                              | 29    | aleja lipowa                                                                |
| 133               | Kościelna 1                                            | 2     | dęby szypułkowe                                                             |
| 378               | Kościelna 5                                            | 1     | dąb szypułkowy                                                              |
| 379               | Kościelna 5a                                           | 1     | dąb szypułkowy                                                              |
| 2004              | Kościuszki 100                                         | 1     | topola włoska                                                               |
| 8/1996            | Kościuszki 116                                         | 1     | wiąz pospolity                                                              |
| 132               | Kościuszki 39                                          | 1     | dąb szypułkowy                                                              |
| 374               | Kościuszki 41                                          | 1     | dąb szypułkowy                                                              |
| 131               | Kościuszki 45 Urząd miejski                            | 7     | dęby szypułkowe                                                             |
| 137               | Kościuszki 47 (obecnie Mickiewicza 4 i 6)              | 8 i 2 | dęby szypułkowe                                                             |
| 144               | Kościuszki obok kościoła                               | 3     | dęby szypułkowe                                                             |
| 8/1996            | Kościuszki przy Krasińskiego i Sienkiewicza (Skwer AK) | 1     | sosna zwyczajna 2-pniowa                                                    |
| 2004              | Krakowska 24                                           | 9     | aleja dębów włoskich                                                        |
| 702               | Krakowska 25                                           | 1     | dąb szypułkowy                                                              |
| 807               | Krakowska 6                                            | 1     | dąb szypułkowy                                                              |
| 2004              | Krakowska na wysokości ul. Wielki Kąt                  | 1     | grusza polna                                                                |
| 431               | Krakowska przy ul.Wielki Kąt                           | 1     | dąb szypułkowy                                                              |
| 2004              | Krasińskiego (działa leśna przy Grodeckiego)           | 1     | dąb szypułkowy                                                              |
| 371               | Królowej Jadwigi, 1 Kościelna 4                        | 1, 1  | dąb szypułkowy, tulipanowiec amerykański                                    |
| 372               | Królowej Jadwigi 1                                     | 1     | lipa drobnolistna                                                           |
| 373               | Królowej Jadwigi 4a                                    | 2     | dęby szypułkowe                                                             |
| 1042              | Krzywa 6                                               | 1     | dąb szypułkowy                                                              |
| 2004              | Leśna przy dojeździe do posesji nr 5                   | 1     | dąb szypułkowy                                                              |
| 2004              | Leśna przy nr 5                                        | 1     | dąb szypułkowy                                                              |
| 300/2004          | Letnicza 10                                            | 1     | dąb szypułkowy 2-pniowy                                                     |
| 2004              | Letnicza 2                                             | 1     | dąb szypułkowy                                                              |
| 2004              | Letnicza 2a                                            | 1     | dąb szypułkowy                                                              |
| 699               | Letnicza róg ul. Podgórnej                             | 1     | sosna zwyczajna 6-pniowa                                                    |
| 2006              | Literacka 28                                           | 1     | modrzew europejski (Larix decidua) o obwodzie pnia 248 cm                   |
| 436               | Literacka 7                                            | 3     | dęby szypułkowe                                                             |
| 2004              | Marszałkowska 11                                       | 1     | lipa drobnolistna                                                           |
| 370               | Mickiewicza 11                                         | 5     | dęby szypułkowe                                                             |
| 2004              | Mickiewicza 5                                          | 1     | dąb szypułkowy                                                              |
| 2004              | Mickiewicza 7                                          | 2     | dęby szypułkowe                                                             |
| 2006              | Mickiewicza 7                                          | 3     | dęby szypułkowe o obwodzie pnia 470cm, 290 cm, 277 cm                       |
| 136               | Mickiewicza 8 i 10                                     | 1 i 8 | dęby szypułkowe                                                             |
| 2004              | Na Skraju działka nr ew.59/2                           |       | „Łęgi na Skraju”                                                            |
| 2004              | Nadarzyńska dz.nr ew.11/2 obr. 07-02                   | 1     | dąb szypułkowy                                                              |
| 703               | Okólna 21                                              | 1     | dąb szypułkowy                                                              |
| 8/1996            | Okólna 27                                              | 1     | dąb szypułkowy                                                              |
| 300/04            | Orzeszkowej 2                                          | 1     | dąb szypułkowy                                                              |
| 704               | Piłsudskiego 12                                        | 3     | dęby szypułkowe                                                             |
| 169               | Piłsudskiego 29                                        | 1     | dąb szypułkowy 6-pniowy, obecnie 3-pniowy                                   |
| 8/1996            | Piłsudskiego 30 (poczta)                               | 1     | lipa drobonolistna                                                          |
| 365               | Piłsudskiego 30 (poczta)                               | 1     | dąb czerwony                                                                |
| 700               | Piłsudskiego 9                                         | 1     | dąb szypułkowy                                                              |
| 8/1996            | Piłsudskiego róg Krzywej                               | 1     | głaz narzutowy, gnejs                                                       |
| 698               | Podgórna 12                                            | 1     | sosna zwyczajna                                                             |
| 8/1996            | Podgórna 36                                            | 1     | głaz narzutowy, granito-gnejs                                               |
| 2004              | Podwawelska dz.nr ew. 3 w obr. 06-09                   | 1     | dąb szypułkowy                                                              |
| 375               | Podwiejska 20 (obecnie 5)                              | 2     | dęby szypułkowe                                                             |
| 2004              | Podwiejska dz. nr ew. 3 obr 06-09                      | 1     | dąb szypułkowy                                                              |
| 2004              | Prosta 4a                                              | 1     | dąb szypułkowy                                                              |
| 2004              | Rososzańska                                            | 14    | aleja kasztanowa                                                            |
| 8/1996            | Skośna 2a                                              | 1     | lilpa drobnolistna 4-pniowa                                                 |
| 2006              | Słowackiego 5                                          | 1     | dąb szypułkowy, obwód pnia 343 cm,                                          |
| 437               | Słowackiego 6                                          | 2     | dęby szypułkowe                                                             |
| 2006              | Słowackiego 8                                          | 2     | dęby szypułkowe o obwodzie pnia 433 cm i 304 cm                             |
| 430               | Słowackiego 9                                          | 1     | dąb szypułkowy                                                              |
| 432               | Słowackiego 9a                                         | 10    | dęby szypułkowe                                                             |
| 433               | Spacerowa 13                                           | 1     | dąb szypułkowy                                                              |
| 135               | Starodęby 15                                           | 1     | dąb szypułkowy                                                              |
| 8/1996            | Starodęby 3                                            | 1     | dąb szypułkowy                                                              |
| 134               | Starodęby 8                                            | 1     | dąb szypułkowy                                                              |
| 357               | Starodęby róg Mickiewicza                              | 7     | dęby szypułkowe                                                             |
| 2006              | Szkolna przy ZSnr 1                                    | 1     | dąb czerwony (Quercus rubra) o obwodzie pnia 193 cm tzw. "Drzewo Wolności", |
| 2005              | Turczynek                                              |       | zespół przyrodniczo - krajobrazowy                                          |
| 8/1996            | Turczynek (teren bazy ZGKiM)                           | 1     | lipa drobnolistna, 2-pniowa                                                 |
| 363               | Warszawska 113                                         | 1     | dąb szypułkowy                                                              |
| 362               | Warszawska 14                                          | 1     | dąb szypułkowy                                                              |
| 361               | Warszawska 15                                          | 1     | dąb szypułkowy                                                              |
| 360               | Warszawska 17                                          | 1     | dąb szypułkowy                                                              |
| 353               | Warszawska 25                                          | 1     | dąb szypułkowy                                                              |
| 8/1996            | Warszawska przy Straży Miejskiej                       | 1     | dąb szypułkowy                                                              |
| 8/1996            | Warszawska róg Piłsudskiego, przy PKP                  | 1     | dąb szypułkowy                                                              |
| 8/1996            | Warszawska w pobliżu Brzozowej                         | 2     | lipy drobnolistne                                                           |
| 2004              | Wielki Kąt 7                                           | 1     | dąb szypułkowy                                                              |
| 2006              | Wojska Polskiego 49                                    | 1     | dąb szypułkowy o obwodzie pnia 400 cm                                       |
| 2004              | Wojska Polskiego 55                                    | 1     | dąb szypułkowy                                                              |
| 2006              | Wojska Polskiego 9                                     | 1     | dąb szypułkowy o obwodzie pnia 331 cm                                       |
| 8/1996            | Wojska Polskiego naprzeciwko nr 71                     | 1     | dąb czerwony 5-pniowy                                                       |
| 8/1996            | Zachodnia (teren SUW)                                  | 1     | dąb szypułkowy                                                              |
| 434               | Zaciszna 10                                            | 1     | dąb szypułkowy                                                              |
| 2014 r.           | Wiejska 12                                             | 1     | dąb szypułkowy                                                              |